# Jagdschlösschen (Bad Iburg)

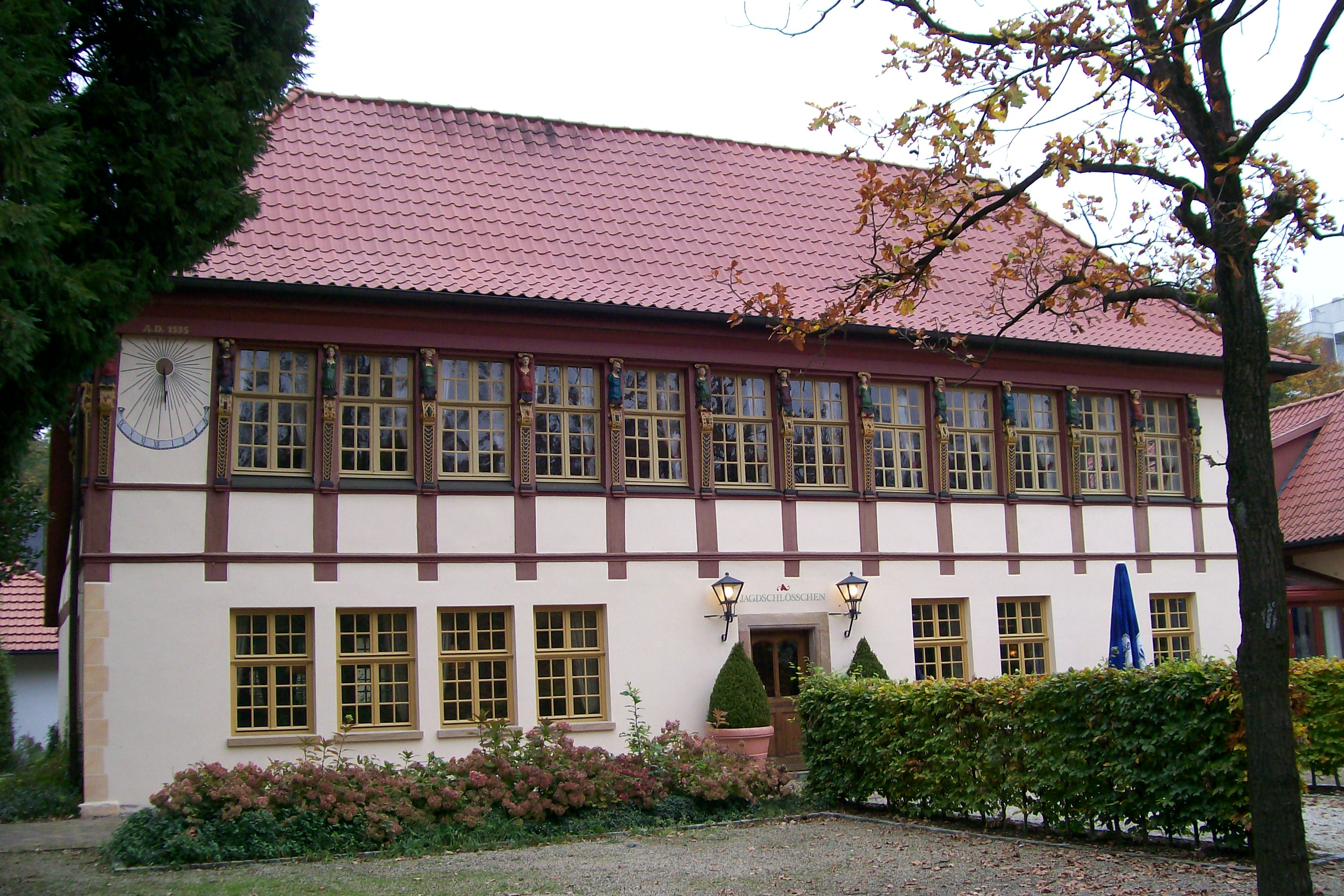
Das Jagdschlösschen, 1595 von Philipp Sigismund von Wolfenbüttel erbaut

Das Jagdschlösschen, Ausschnitt einer Postkarte von 1908 oder früher

Das Jagdschlösschen (auch Altes Forsthaus Freudenthal) ist ein ehemaliges fürstbischöfliches Anwesen aus dem späten 16. Jahrhundert in Bad Iburg (Niedersachsen).

## Geschichte
Das Iburger Schloss war zwischen 1100 und 1672 Residenz der Bischöfe und Fürstbischöfe von Osnabrück. Von 1591 bis 1623 war Philipp Sigismund von Braunschweig-Wolfenbüttel, Herzog zu Braunschweig und Lüneburg, evangelischer Fürstbischof von Osnabrück mit Residenz in Iburg. Unterhalb des Schlossbergs ließ er an dessen Südhang einen Lustgarten anlegen. Darin ließ er sich 1595 das Haus Freudenthal bauen, ein zweigeschossiges Fachwerkgebäude mit Walmdach. Aus seiner Zeit stammt auch die Schlossmühle, die jetzt an dem in der ersten Hälfte des 20. Jahrhunderts künstlich angelegten Charlottensee unterhalb des Schlossbergs liegt. Auf Philipp Sigismund von Wolfenbüttel folgte als Fürstbischof bis 1625 Eitel Friedrich von Hohenzollern. Dessen Nachfolger, der gegenreformatorische Franz Wilhelm von Wartenberg, verfügte 1650 den Abbau des Jagdschlosses und den Wiederaufbau im Thiergarten, auf dessen Gelände sich jetzt der Waldkurpark befindet.
Im Jagdschlösschen lagen die vom Fürstbischof und seinem Gefolge genutzten Räume im Obergeschoss, das über eine nicht mehr bestehende Freitreppe zu erreichen war. Im Erdgeschoss befanden sich die Wirtschaftsräume, die über einen Eingang hinter der Freitreppe zugänglich waren. 
Nach der Säkularisation im Jahr 1803 wurde das Jagdschlösschen Wohnhaus der Revierförster. Sie durften darin eine Gaststätte mit Ausschank betreiben. Aus dieser Zeit stammt die Bezeichnung Altes Forsthaus Freudenthal. 
Im Jahr 1958 kaufte der damalige Flecken Iburg das Gebäude samt dazugehörigen Ländereien. Das Gebäude wurde weiterhin als Gaststätte genutzt. Neben dem ehemaligen Forsthaus baute die Stadt das Kurhaus, das 1967 eröffnet wurde. Kurhaus und Forsthaus wurden saniert und erweitert. Das ehemalige Forsthaus wurde am 21. Oktober 2001 unter dem früheren Namen Jagdschlösschen wiedereröffnet. Die Gartenanlage wurde umgestaltet, die Arbeiten waren im April 2004 abgeschlossen.
Von kulturhistorischer Bedeutung sind 24 Holzfiguren unterhalb des Dachsimses, die der Osnabrücker Bildhauer Adam Stenelt schuf. Ihm werden in Bad Iburg auch drei Epitaphien der Fleckenskirche St. Nikolaus, Reliefs an der Orgelempore der katholischen Schlosskirche St. Clemens, das Wappen der Schlossmühle sowie Schnitzereien am Haus Große Straße 6 zugeschrieben.

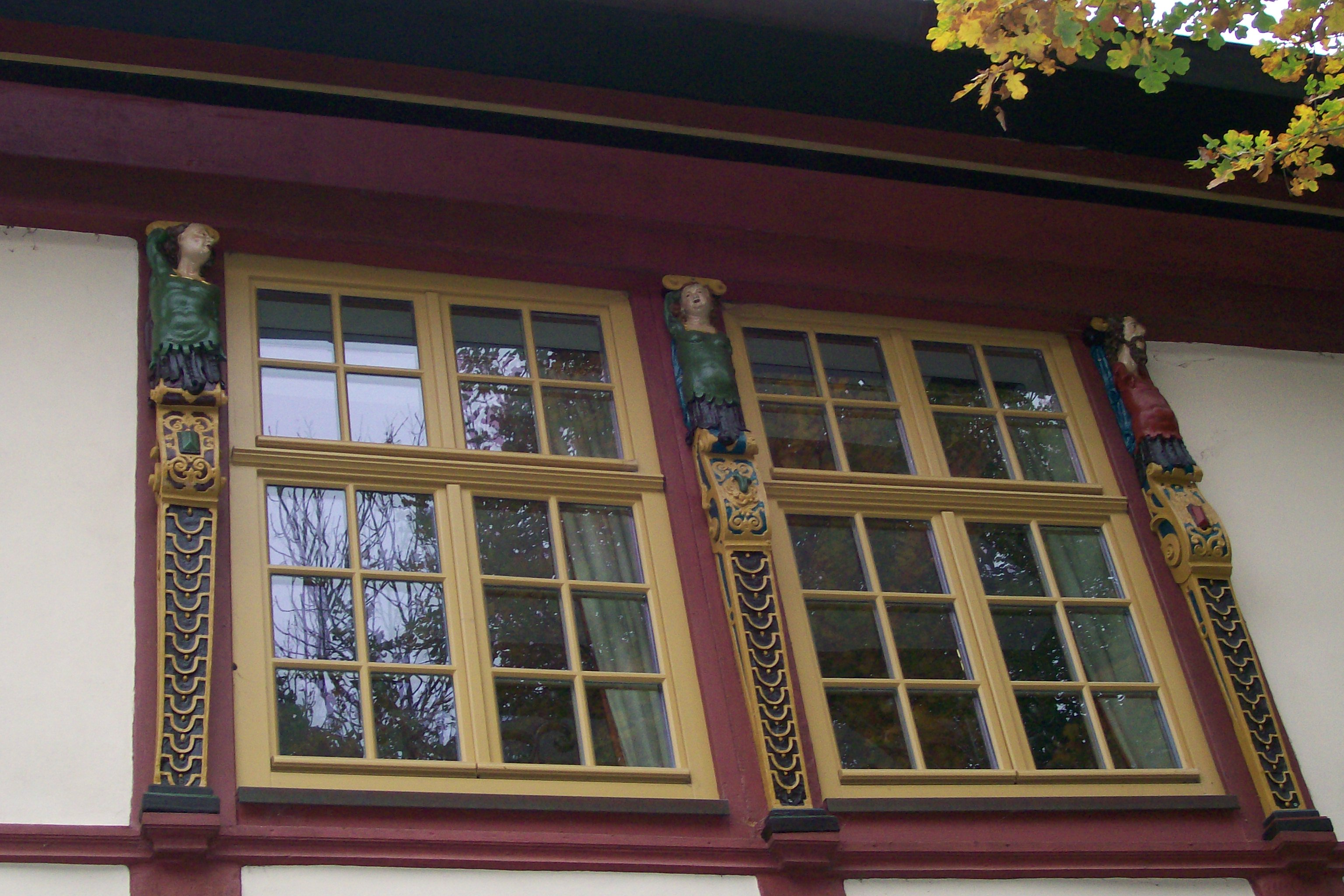
Schnitzereien von Adam Stenelt
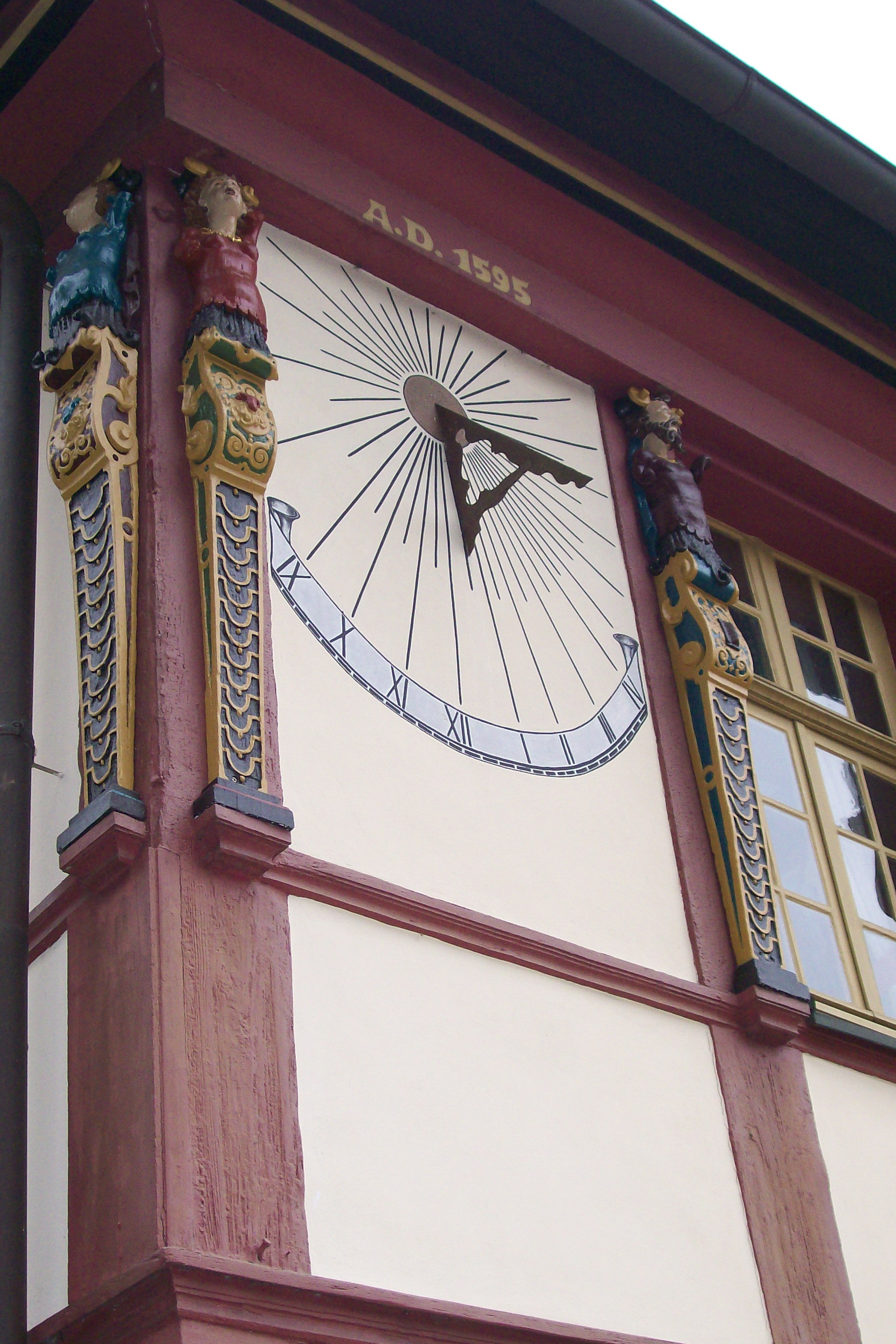
Sonnenuhr und Stenelt-Schnitzereien